# مزرعه‌داری (فیلم)
مزرعه‌داری یا کشاورزی (به انگلیسی: Farming) فیلمی محصول سال ۲۰۱۹ و به کارگردانی آدواله آکینویه آگباجه است. در این فیلم بازیگرانی همچون دامسون ایدریس، کیت بکینسیل، جان داگلیش، جیمی وینستون، ژنوی ناجی، گوگو امبتا-را و کوسمو جارویس ایفای نقش کرده‌اند.